# Conus melancholicus
Conus melancholicus é uma espécie de gastrópode do gênero Conus, pertencente a família Conidae.